# باول تايلور (لاعب دوري الرغبي)
باول تايلور (بالإنجليزية: Paul Taylor)‏ هو لاعب دوري الرغبي أسترالي، ولد في 26 يوليو 1959.